# Пам'ятник воїнам-танкістам (Миколаїв)
Пам'ятний знак воїнам-танкістам визволителям Миколаївщини — пам'ятний знак у вигляді справжнього радянського танку Т-34. Вважається, що саме цей танк першим увійшов у місто, прорвавши укріплення німецьких загарбників. Розташований на перетині вулиці 6-ї Слобідської та Центрального проспекту.

## Історія
28 березня 1944 року Миколаїв був звільнений від трирічної німецької окупації. Величезну роль у цьому зіграв 2-й механізований корпус під командуванням генерала Карпа Васильовича Свиридова. Саме ці воїни-танкісти прорвали ворожу оборону й увійшли в місто. За відзнаку при звільненні Миколаєва корпусу було присвоєно почесне найменування «Миколаївський», а Свиридов був нагороджений орденом Кутузова I-го ступеня.
На згадку про цю перемогу 28 березня 1976 року створено меморіал воїнам-танкістам визволителям Миколаївщини. За легендою, на п'єдестал був встановлений той самий Т-34, який першим прорвався в окуповане місто. На честь знаменної дати на корпусі танка висічені цифри «283» (28 березня).
У вересні 2022 року добровольці під керівництвом учасника Революції Гідності Олега Гілякіна замалювали червону зірку на танку, яка розташовувалася на башті машини.

## Зовнішній вигляд
За задумом архітектора М. Є. Муравського танк встановлено на п'єдесталі з чорного лабрадориту, а на його башті викарбовано символічний номер «283», як нагадування про те, що місто Миколаїв було визволено саме 28 березня.